# Mi'kma'ki

Carte des sept districts de Mi'kma'ki

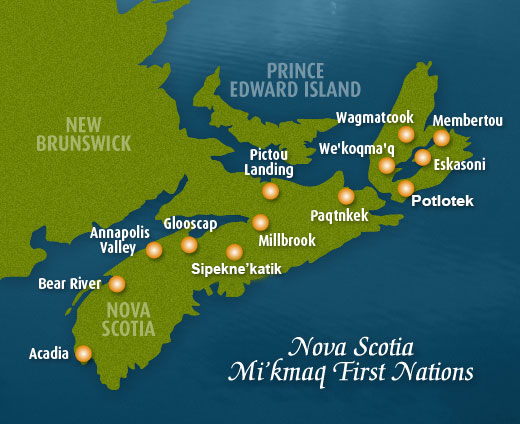
Carte de la Nouvelle-Écosse présentant la localisation des réserves micmaques sur l'île

Le Mi'kma'ki ou Mi'gma'gi est le territoire national des Micmacs (Mi'kmaq ou Mi'gmaq), une Première Nation de l'Est du Canada. Il est divisé en sept districts géographiques et traditionnels,.

## Districts
Le Mi'kmak'i est divisé en sept districts (les noms sont donnés en orthographe de Francis-Smith avec celle de Listuguj entre parenthèses) : 
- Epkwitk aq Piktuk (Epegwitg aq Pigtug)
- Eskikewa'kik (Esge'gewa'gi)
- Kespek (Gespe’gewa’gi)
- Kespukwitk (Gespugwitg)
- Siknikt (Signigtewa'gi)
- Sipekni'katik (Sugapune'gati)
- Unama'kik (Unama'gi)

De plus, un huitième district est parfois ajouté, celui de Taqamkuk (Gtaqamg).
Alors le territoire recouvre: 
- la Nouvelle-Écosse,
- l’Île-du-Prince-Édouard
- la Gaspésie, et
- des parties du Québec,
- du Nouveau-Brunswick (au nord du bassin versant de la rivière Saint-Jean),
- de Terre-Neuve-et-Labrador et
- du Maine, ainsi que
- les îles dans la baie des Chaleurs, ainsi que les zones côtières et maritimes environnantes de ces dernières.

## Histoire
« Les peuples autochtones vivent dans le Mi’kma’ki, le territoire maintenant connu sous le nom des provinces de l'Atlantique, dont la Nouvelle-Écosse, depuis plus de 14 000 ans, selon les données archéologiques recueillies à Debert. » C’est dans ce territoire qu’a commencé la colonisation du Canada par les Européens ;  le secteur était appelé Mi’kma’ki par les Micmacs, Acadie par les Français et Nova Scotia par les Britanniques. 

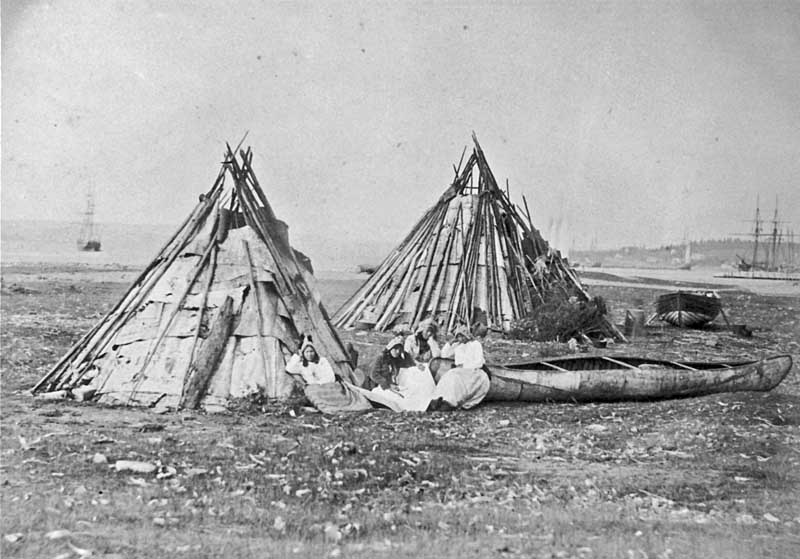
Camp micmac dans le district d'Unama'ki en 1857

Historiquement, chaque district avait son propre gouvernement indépendant avec un chef et un conseil. Les chefs de district se rassemblaient au sein d'un grand conseil appelé Sante Mawiomi.
Traditionnellement, chacun de leurs sept gouvernements indépendants étaient constitués d'un chef et d'un conseil. Le conseil était formé des chefs de bandes, d'aînés et de leaders importants de la communauté. Le rôle des conseils de district était similaires à celui de tout gouvernement indépendant tel que de promulguer des lois, assurer un système de justice, diviser les territoires de chasse et de pêche, faire la guerre et rechercher la paix. En plus de ces conseils de district, il y avait aussi le grand conseil Sante Mawiomi qui était composé des keptinaq (capitaines), les chefs de district. En plus de ces derniers, le grand conseil comprenaient également des aînés, des putus (historiens lisant les ceintures) et le conseil des femmes. Le grand conseil était dirigé par le grand chef qui était l'un des chefs de district, usuellement celui du district d'Unama'ki. Le système de transfert était héréditaire. Le siège du grand conseil était généralement l'île du Cap-Breton.